# Victor Jörgensen
Victor Jörgensen est un boxeur danois né le 12 juin 1924 à Hjørring et mort le 29 août 2001 à Rødovre.

## Carrière
Jörgensen a participé aux Jeux olympiques de 1952 à Helsinki où il remporta une médaille de bronze dans la catégorie des poids welters.